# La Portella (Palma)
Porta de la murada de Palma que formava part de les murades musulmanes. Es coneix també amb el nom de Hualbelet. El nom actual, aplicat per les seves dimensions reduïdes, ja el trobem registrat, des de 1256. Es situa entre Can Formiguera i Ca la Torre; presenta un arc lleugerament rebaixat amb una clau de volta amb quatre barres catalano-aragoneses.
La Portella moderna es situa alguns metres més cap al mar que l'antiga, amb un escut borbònic. Es situa en el darrer recinte fortificat de Palma, el cinquè recinte, el varen iniciar l'any 1560 per l'enginyer de fortificacions Gianbattista Calvi. La forma actual és obra del llombard Giacomo Paleazzo.
El projecte de les murades renaixentistes, bàsicament s'havia d'acoplar al perímetre del vell i obsolet quart recinte. El mur medieval, ja inutil davant els avanços de la tecnica militar, les noves murades aportaren un sistema de baluard, construcció que va durar més de 200 anys.
El recinte no es va mantenir molts anys complet ja que al 1873 es va començar a enderrocar.